# Manuel Gonçalves Pereira
Manuel Gonçalves Pereira, primeiro e único barão de Maracanã (São Paio de Antas, 17 de março de 1806 — São Paio de Antas, 27 de março de 1895) foi um comerciante luso-brasileiro.
Em 1819, com 13 anos, partiu para o Brasil, com seu irmão mais velho João. Começa a trabalhar no comércio, no Rio de Janeiro. Mais tarde, se estabelece como comerciante em São Paulo. Depois Volta para o Rio onde, com seu irmão, fundam a João Gonçalves Pereira e Irmão.
Em 1852 falece seu irmão e em 1858 resolve partir em viagem para a Europa, onde permanece por sete meses. Retorna ao Brasil e poucos meses depois passa a casa comercial a seus sócios e retorna a Portugal, com grande fortuna, que aplica em obras de caridade em São Paio de Antas.
Foi agraciado em 19 de junho de 1872 com o título de barão. Recebeu também o grau de cavaleiro da Imperial Ordem de Cristo, depois comendador da mesma ordem. Era dignitário da Imperial Ordem da Rosa.